# دابائو یو
یو دابائو (چینی ساده: 于大宝; پین‌یین: Yú Dàbǎo; تولد ۱۸ آوریل ۱۹۸۸) یک بازیکن فوتبال اهل چین است.
وی در باشگاه فوتبال بیجینگ گوان بازی می‌کند.
وی سابقه ۵۳ بازی و ۱۹ گل ملی برای تیم ملی فوتبال چین در کارنامه دارد.